# 傕姓
傕姓，同阙姓，中国常见姓氏之一，排名在百位之后。